# Dmitrij Sjevtjenko (fäktare)
Dmitrij Stepanovitj Sjevtjenko (ryska: Дмитрий Степанович Шевченко), född den 13 november 1967 i Moskva, Ryssland, är en rysk fäktare som bland annat tog OS-brons i herrarnas florett i samband med de olympiska fäktningstävlingarna 2000 i Sydney.